# I pirati della porta accanto
I pirati della porta accanto è una serie animata televisiva franco-canadese 
tratta dall'omonimo libro di Jonny Duddle.
In Italia la serie viene trasmessa in prima visione dal 15 dicembre 2018 su Rai Gulp saltando alcuni episodi.

## Trama
La famiglia Jolley-Rogers, composta da autentici pirati, si trasferisce nella tranquilla cittadina di Noia Marittima. La maggior parte dei cittadini fa di tutto per tenerseli lontani, ma dello stesso avviso non è la piccola Matilda, che è invece ben contenta di poter giocare con dei bambini-pirata.

## Personaggi

### Personaggi principali
Matilda
Doppiata da Agnese Marteddu
È una tipa calma, socievole, ma quando vuole può essere spietata. Chiamata anche "comune cittadina" dal Nonno. Vive in una casa con i vicini i pirati. Ha una cotta per Birba.
Birba
Doppiato da Gabriele Patriarca
Il pirata, è molto simpatico, dolce, buono e carino. Ha una cotta per Matilde.
Nocciolina
Doppiata da Giulia Franceschetti
La sorella di Birba. Ama i gelati alla vaniglia.
Nonno
Doppiato da Gerolamo Alchieri
Il nonno di Birba e Nocciolina. Ha un animale che si chiama Rico e una nave. Ha un punto debole: quando scende alla nave gli può venire il mal di terra.
Rico
Doppiato da Fabrizio Mazzotta
Il pappagallo del Nonno

### Nemici
- Bevan: È una signora che vuole cacciare via i pirati. Ama giocare a tombola e a Bingo. Ha dei nani da giardino fuori dalla casa.
- Brend: Il nemico di Birba. Vuole rubare la capanna che si trova nella foresta.
- Babbo di Brend: Doppiato da Giuliano Santi

### Personaggi secondari
- Alexia: Amica di Matilda.
- Max: Amico di Matilda.
- Teschio: Cane di Birba e Nocciolina.
- Loki: Gatto della nonna di Brend.
- Babbo di Matilda: Ha un carattere gentile.
- Mamma di Matilda
- Mamma di Birba
- Babbo di Birba
- Il pescatore: È una persona che vende i pesci.
- Il poliziotto: È un tipo molto gentile. Non fa male a nessuno.
- La bibliotecaria: Protegge i libri della biblioteca.
- La nonna di babbo di Brend
- La professoressa
- Giulia: Una dei gemelli. Amica di Brend.
- Giuls: Uno dei gemelli. Amico di Brend.
- Babbo di Alexia: Possiede un faro.
- Babbo di Max: Possiede un negozio di souvenir.
- La gelataia: Amica di Nocciolina.

## Episodi
| N° | Titolo italiano                      | Titolo originale                        | Data originale  | Data Italia      |
| -- | ------------------------------------ | --------------------------------------- | --------------- | ---------------- |
| 1  | L'arrembaggio                        | Le crash                                | 23 ottobre 2017 | 15 dicembre 2018 |
| 2  | La maledizione del corsaro casalingo | La malédiction des pirates pantouflards |                 | Dicembre 2018    |
| 3  | Debito d'onore                       | La dette d'honneur                      |                 | Dicembre 2018    |
| 4  | Apprendisti marinai                  | Jim et les scouts des mers              |                 | 18 dicembre 2018 |
| 5  | Il pirata aristocratico              | Sang pour sang pirate                   |                 | 18 dicembre 2018 |
| 6  | Il litigio                           | La dispute                              |                 | 19 dicembre 2018 |
| 7  | Il tesoro di Barbarossa              | Le trésor de Barbarossa                 |                 | 19 dicembre 2018 |
| 8  | Ammutinamento di classe              | La mutinerie                            |                 | 20 dicembre 2018 |
| 9  | A caccia di sirene                   | Pépite, chasseuse de sirènes            |                 | 20 dicembre 2018 |
| 10 | La lingua dei pirati                 | L'épidémie de bafouillis                |                 | 21 dicembre 2018 |
| 11 | La legge anti-pirata                 | La loi anti-pirates                     |                 | 21 dicembre 2018 |
| 12 | Il contratto                         | Sans toit ni loi                        |                 | 22 dicembre 2018 |
| 13 | Un lavoro da sogno                   | Un métier de rêve                       |                 | 22 dicembre 2018 |
| 14 | Il pirata malato                     | Attention pirate malade                 |                 | 24 dicembre 2018 |
| 15 | Bevan la Terribile                   | La pirate au serre-tête                 |                 | 25 dicembre 2018 |
| 16 | Il grande furto                      | La grande censure                       |                 | 25 dicembre 2018 |
| 17 | Saccheggio piratesco                 | Pillage conforme                        |                 | 26 dicembre 2018 |
| 18 | La scuola dei corsari                | L'école pirate                          |                 | 26 dicembre 2018 |
| 19 | Un segreto imbarazzante              | Le secret de Madame Delille             |                 | 27 dicembre 2018 |
| 20 | Attrazione turistica                 | L'attraction                            |                 | 27 dicembre 2018 |
| 21 | Birba l'eroe                         | Jim, ce héros                           |                 | 28 dicembre 2018 |
| 22 | La maledizione del tesoro avvelenato | Le trésor empoisonné                    |                 | 28 dicembre 2018 |
| 23 | La macchia nera                      | La marque noire                         |                 | 1 gennaio 2019   |
| 24 | Jack Lama Infuocata                  | Tournebroche                            |                 | 29 dicembre 2018 |
| 25 | Capitan Nocciolina                   | Capitaine Pépite                        |                 | 31 dicembre 2018 |
| 26 | La sardina segreta                   | Sardines clandestines                   |                 | 31 dicembre 2018 |
| 27 | Un lavoro da comune cittadino        |                                         |                 | 1 gennaio        |
| 28 | La febbre dell'oro                   | La ruée vers l'or                       |                 | 1 gennaio 2019   |
| 29 | Fratelli gemelli                     |                                         |                 | 2 gennaio 2018   |
| 30 | Capitan Tata                         |                                         |                 | 2 gennaio 2018   |
| 31 | Un passeggero clandestino            |                                         |                 | 3 gennaio 2018   |
| 32 | La gamba di legno                    |                                         |                 | 3 gennaio 2018   |
| 33 | Un cuore puro                        |                                         |                 | 4 gennaio 2018   |
| 34 | Il prezzo della liberta`             |                                         |                 | 4 gennaio 2018   |
| 35 | Una domenica tranquilla              |                                         |                 | 5 gennaio 2018   |
| 36 | Un bottino troppo ricco              |                                         |                 |                  |
| 37 | I denti scintillanti                 |                                         |                 |                  |
| 38 | La festa della mamma                 |                                         |                 |                  |
| 39 | La spietata Matilda                  |                                         |                 |                  |
| 40 | La linea rossa                       |                                         |                 |                  |
| 41 | La fontana dei desideri              |                                         |                 |                  |
| 42 | La citta`dei pirati                  |                                         |                 |                  |
| 43 | Il misterioso tattuatore             |                                         |                 |                  |
| 44 | Bevan la selvaggia                   |                                         |                 |                  |
| 45 | Carote contro cannoni                |                                         |                 |                  |
| 46 | Rico al comando                      |                                         |                 |                  |
| 47 | Piratopoli                           |                                         |                 |                  |
| 48 | Super Pirati                         |                                         |                 |                  |
| 49 | Un terribile baccano                 |                                         |                 |                  |
| 50 | Regina Matilda                       |                                         |                 |                  |
| 51 | Liberlandia                          |                                         |                 |                  |
| 52 | Pirata in pensione                   |                                         |                 |                  |